# Potere nero

Potere nero (in inglese "Black Power") è uno slogan politico e il nome di diverse ideologie associate all'orgoglio dei neri per le proprie origini.
Viene usato in tutto il mondo dalle persone che vantano una discendenza dalle popolazioni nere africane sebbene abbia avuto origine tra gli afroamericani degli Stati Uniti.
L'omonimo movimento ebbe il proprio apogeo tra la fine degli anni sessanta e l'inizio degli anni settanta, enfatizzando una sorta di orgoglio razziale e sostenendo la creazione di istituzioni politiche e culturali per promuovere gli interessi della collettività nera e portare avanti i "valori neri".

## Origine
Il termine fu coniato da Stokely Carmichael, presidente dello Student Nonviolent Coordinating Committee, durante la marcia dei neri americani attraverso lo Stato del Mississippi (1966).
Ripreso anche da altre organizzazioni antisegregazioniste, questo slogan riscosse un grande successo fra le masse di colore che non si accontentavano più della politica di non violenza e d'integrazione razziale sostenuta da Martin Luther King.
I sostenitori del movimento stabilirono alcuni principi fondamentali alla conferenza di Newark (luglio 1967), fra i quali si dava importanza alla costituzione di un partito composto esclusivamente da neri per ampliare la loro tutela, schierarsi contro la società americana e mostrare solidarietà con i vari movimenti rivoluzionari.

## Giochi olimpici di Città del Messico 1968
L'evento per il quale i Giochi olimpici di Città del Messico 1968 sono oggi principalmente ricordati fu la premiazione dei 200 metri piani, durante la quale il vincitore Tommie Smith (che segnò il record del mondo battuto soltanto 11 anni dopo dall'azzurro Pietro Mennea), e il suo connazionale John Carlos, terzo classificato, alzarono il pugno chiuso guantato in nero in segno di protesta contro il razzismo perpetrato dai bianchi a svantaggio della popolazione di colore e in appoggio alle lotte per il potere nero.